# Арабаджиев, Владимир
Владимир Вы́лчев «Владо» Ара́баджиев (болг. Владимир Вълчев Арабаджиев) — болгарский автогонщик. Родился 16 марта 1984 года в Пловдиве (НРБ).
C 2008 года выступает в Международной Формуле Мастер (IFM) за команду JD Motorsport. В сезоне 2008 года он занял 7-е место в личном зачёте, завоевав 29 очков.

## Карьера
Арабаджиев начал свою карьеру в соревнованиях по картингу в классе 125 см³.
В 2007 году выступал в итальянском чемпионате EuroSeries F3000 за команду «АвтоСпорт Рэйсинг».
В октябре 2007 года стал чемпионом Восточной Европы по картингу.
31 октября 2007 года провёл тесты болида серии GP2.
Сезон 2008 года провёл в Международной Формуле Мастер (IFM) за команду Джей Ди Моторспорт. В июне 2008 года одержал первую победу на трассе Валлелунга в Италии.